# Tangerine Dream (album)
Pour les articles homonymes, voir Tangerine Dream.
Albums de Kaleidoscope
Faintly Blowing
(1969)
Tangerine Dream est le premier album du groupe de rock psychédélique Kaleidoscope, sorti en 1967.
Le groupe se compose de Peter Daltrey (chant, clavier), Eddy Pumer (guitare, chœurs), Steve Clarck (basse, flûte), Dan Bridgman (batterie, chœurs). Malgré ses qualités, il n’a pas résisté à la rude concurrence de l’époque.

## Titres de l'album
Tous les titres sont de Daltrey (paroles)/Pumer (musiques)
1. Kaleidoscope - 2:13
2. Please Excuse My Face - 2:08
3. Dive Into Yesterday - 4:44
4. Mr. Small, The Watch Repairer Man" - 2:40
5. Flight From Ashiya - 2:38
6. The Murder Of Lewis Tollani - 2:45
7. (Further Reflections) In The Room Of Percussion - 3:17
8. Dear Nellie Goodrich - 2:45
9. Holidaymaker - 2:27
10. A Lesson Perhaps - 2:39
11. The Sky Children - 7:59

En 2005, Repertoire Records réédite l'album avec des titres bonus :
1. Flight From Ashiya (version mono 45tours face a, 1967) - 2:38
2. Holidaymaker (version mono 45 tours face b, 1967) - 2:27
3. A Dream For Julie (version 45 tours face a, 1968) - 2:45
4. Please Excuse My Face (version 45 tours face b, 1968) - 2:08
5. Jenny Artichoke (version 45 tours face a, 1968) - 2:34
6. Just How Much You Are (version 45 tours face b, 1968) - 2:11